# Hans Conon von der Gabelentz
Hans Conon von der Gabelentz (* 13. Oktober 1807 in Altenburg; † 3. September 1874 in Lemnitz) war ein deutscher Sprachforscher; zudem war er Geheimrat, Minister und Landschaftspräsident.

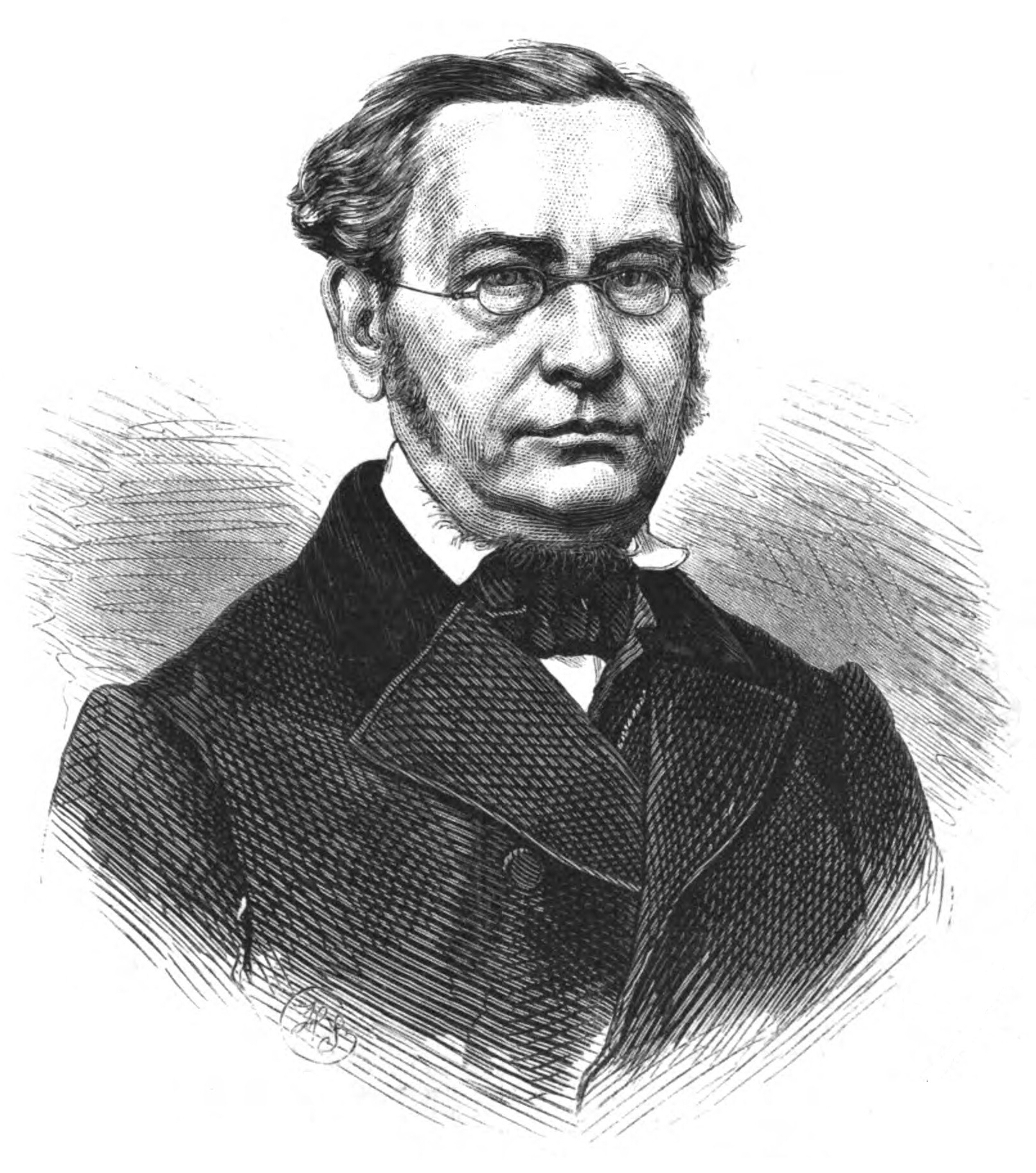
Holzstich von Hermann Scherenberg nach einer Fotografie von R. Ladenburg

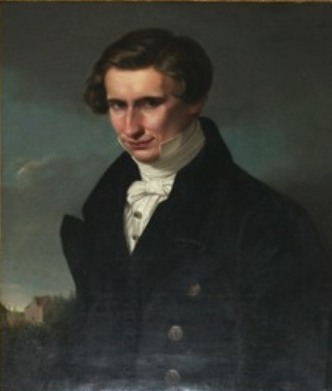
Hans Conon von der Gabelentz

## Herkunft
Hans Conon von der Gabelentz entstammte dem sächsischen Adelsgeschlecht Gabelentz. Seine Eltern waren der Geheimrat und altenburgische Kanzler Hans Karl Leopold von der Gabelentz (* 18. Januar 1778; † 7. März 1831; einer der ersten Skatspieler) und dessen zweite Ehefrau Auguste von Seebach (* 15. April 1784; † 22. November 1876).

## Leben
Er studierte an den Universitäten Leipzig und Göttingen Kameralwissenschaft, Rechtswissenschaften und orientalische Sprachen, trat 1830 in den altenburgischen Staatsdienst und wurde 1831 zum Kammer- und Regierungsrat befördert. Seit 1847 Landmarschall in Großherzogtum Weimar, wohnte er 1848 dem Vorparlament zu Frankfurt bei und trat dann für die sächsischen Herzogtümer in die Zahl der 17 Vertrauensmänner ein.
Später war er interimistischer Bundestagsgesandter bis zur Auflösung des Bundestags im Juli 1848. Ende November 1848 zum Ministerpräsidenten des Herzogtums Altenburg ernannt, bat er im August 1849 um seine Entlassung. 1850 ging er als Mitglied des Staatenhauses für Altenburg zu dem Erfurter Parlament; 1851 wählte ihn die Landschaft von Sachsen-Altenburg zum Präsidenten. Gabelentz starb am 3. September 1874 auf seinem Familiensitz Lemnitz bei Triptis.
Die Frucht eines mehrjährigen Studiums sind seine Eléments de la grammaire mandchoue (Altenburg 1833). In der von ihm mitbegründeten Zeitschrift für die Kunde des Morgenlandes lieferte er Aufsätze über das Mongolische und publizierte dann in Verbindung mit Julius Löbe (1805–1900) eine neue kritische Ausgabe der Wulfilabibel, der gotischen Bibelübersetzung des Wulfilas, nebst Grammatik, griechisch-gotischem Wörterbuch und lateinischer Übersetzung (Leipzig 1843, 2 Bände).
Später wandte er sich den Sprachen des finnischen Sprachstammes zu, der erste in Deutschland, der dieselben nach rationalen Grundsätzen bearbeitete. Er veröffentlichte in der erwähnten Zeitschrift (Band 2) eine mordwinische Grammatik und (Band 4) Vergleichung der beiden tscheremissischen Dialekte, bald darauf Grundzüge der syrjänischen Grammatik (Altenburg 1841).
Auf einem für uns fast neuen Sprachgebiet bewegen sich seine Kurze Grammatik der tscherokesischen Sprache in Höfers Zeitschrift für die Wissenschaft der Sprache (Band 3), die Beiträge zur Sprachenkunde, von denen die drei ersten Hefte (Leipzig 1852) Grammatiken der Dajak-, Dakota- und Kiriri-Sprache enthalten, sowie seine Grammatik mit Wörterbuch der Kassiasprache (Leipzig 1857).
Ferner erschienen in den Abhandlungen der Gesellschaft der Wissenschaften in Leipzig (1860): Die melanesischen Sprachen nach ihrem grammatischen Bau etc. (wovon 1873 der zweite Teil nachfolgte) (Digitalisat) und Über das Passivum (Leipzig 1860); endlich gab er die Mandschu-Übersetzung der chinesischen, konfuzianischen Werke: Sse-schu, Schu-king, Schi-king in Mandschuischer Uebersetzung mit einem Mandschu-Deutschen Wörterbuch (Leipzig 1864) heraus. Auch die Mitteilungen der Geschichts- und Altertumsforschenden Gesellschaft des Osterlandes enthalten von ihm zahlreiche und wertvolle Beiträge zur Kenntnis der Geschichte seines engeren Vaterlandes. Nach seinem Tod erschien noch: Geschichte der großen Liao, aus dem Mandschu übersetzt (Sankt Petersburg 1877). Die Zahl der Sprachen, die Gabelentz mehr oder weniger gründlich erforscht und von denen er einen großen Teil zuerst wissenschaftlich bearbeitet hat, betrug über 80; seit 1846 war er ordentliches Mitglied der Akademie der Wissenschaften in Leipzig. 1868 wurde er als korrespondierendes Mitglied in die Russische Akademie der Wissenschaften in Sankt Petersburg aufgenommen. 1846 erhielt er die Ehrendoktorwürde der Universität Leipzig.
Auch als Übersetzer aus dem Chinesischen war Gabelentz von großer Bedeutung. Seine nachgelassene vollständige Übersetzung des chinesischen Romans Jin Ping Mei wurde von Martin Gimm 1998 im Thüringischen Staatsarchiv auf Schloss Altenburg wiederentdeckt und anschließend bearbeitet und herausgegeben (Berlin, Staatsbibliothek, Teile I-X, 2005–2013).

## Familie
Er heiratete am 16. September 1833 in Altenburg Adolfine von Linsingen (* 4. Dezember 1813 in Ipswich; † 17. Oktober 1892). Das Paar hatte folgende Kinder:
- Hans Albert (* 14. November 1834; † 5. März 1892), Oberhofmeister, ab 1860 Gabelentz-Linsingen ⚭ 8. Mai 1867 Margaretha Therese Elisabeth von Carlowitz (* 8. Mai 1844)
- Amaline Pauline Marianna Luise (* 16. Juli 1836; † 5. Oktober 1886) ⚭ 20. April 1855 Richard Julius von Carlowitz-Maxen († 11. Juli 1886), Diplomat, Konsul in China
- Julia Viktoria Mathilde Walpurgis (1838–1839)
- Hans Georg Conon (* 16. März 1840; † 10. Dezember 1893), Professor für Orientalische Sprachen in Berlin
  - ⚭ 1872 Alexandra von Rothkirch-Tracht (* 6. Juni 1854)
  - ⚭ 1891 Gertrud Adelheid Maria Charlotte von Oldershausen (* 20. Januar 1858; † 6. November 1904) verwitwete von Adelebsen
- Amalie Albertine Magaretha Walpurgis (* 12. Januar 1842 in Poschwitz; † 1. September 1894 in Nordsteimke) ⚭ 12. Juni 1860 Gebhard Hans Alexander von der Schulenburg-Wolfsburg  (* 12. Juni 1823 in Wolfsburg; † 9. April 1897 in Groß Schwülper), Sohn von Werner von der Schulenburg-Wolfsburg und Herr auf dem Rittergut Nordsteimke.[3] Ihre Enkelin Margarete von Hindenburg, geborene Freiin von Marenholtz, war die Schwiegertochter des deutschen Reichspräsidenten Paul von Hindenburg.
- Clementine Henriette Pauline Elisabeth (* 17. Mai 1849; † 21. Januar 1913) ⚭ 1873 Börries Ernst Viktor von Münchhausen (* 25. Juli 1845; † 6. Juni 1931)

## Mitgliedschaften
Hans Conon von der Gabelentz war Mitglied der Deutschen Morgenländischen Gesellschaft.

## Veröffentlichungen (in Auswahl)
- Ueber die Sprache der Suaheli. In: Zeitschrift der Deutschen Morgenländischen Gesellschaft, Band 1. 1847. S. 238–242 (Digitalisat).
- Ueber die samojedische Sprache. In: Zeitschrift der Deutschen Morgenländischen Gesellschaft, Band 5. 1851. S. 24–45 (Digitalisat).
- Ueber die formosanische Sprache und ihre Stellung in dem malaiischen Sprachstamm. In: Zeitschrift der Deutschen Morgenländischen Gesellschaft, Band 13. 1859. S. 59–102 (Digitalisat).
- Jin Ping Mei. Chinesischer Roman. Erstmals vollständig ins Deutsche übersetzt. 10 Teile. Hrsg. u. bearb. v. Martin Gimm (= Staatsbibliothek zu Berlin. Neuerwerbungen der Ostasienabteilung Sonderhefte, -35). Staatsbibliothek  zu Berlin, Berlin 2005–2013, ISBN 978-3-88053-190-1.